# Adam Rooney
Adam Rooney (* 21. April 1988 in Dublin) ist ein irischer Fußballspieler, der bei Salford City unter Vertrag steht.

## Karriere
Adam Rooney startete seine Karriere in der irischen Heimat bei Crumlin United. Im Sommer 2005 wechselte der Stürmer in die Youth Academy des englischen Vereins Stoke City. Für diesen debütierte Rooney in der Saison 2005/06 in der dritten Runde des englischen Pokals gegen den FC Tamworth. Für den damaligen Zweitligisten erzielte er im April 2006 in der Liga gegen den FC Reading sein erstes Profitor. Am letzten Spieltag der Saison markierte Rooney als jüngster Spieler in der Geschichte des Vereins aus Stoke einen Hattrick im Spiel gegen Brighton & Hove Albion. Unter dem niederländischen Teammanager Johan Boskamp hatte er am Saisonende in fünf Spielen der Championship vier Tore erzielt. In der folgenden Spielzeit 2006/07 sollte er bis Februar 2007 unter dem neuen Manager Tony Pulis aktiv sein, bevor der 19-jährige an den Drittligisten Yeovil Town verliehen wurde. Bis zum Jahr 2008 folgten zwei weitere Leihen zum FC Chesterfield und FC Bury, für die er meist als Einwechselspieler zum Einsatz kam. Für eine Ablöse von 50.000 £ wechselte Rooney im August 2008 in die schottischen Highlands zu Inverness Caledonian Thistle. Mit seinem neuen Verein stieg er am Saisonende von der Scottish Premier League in die zweitklassige First Division ab. In der First Division 2009/10 gelang der direkte Wiederaufstieg, mit 24 Treffern wurde der Ire zudem Torschützenkönig. Außerdem erreichte er im selben Jahr mit der Mannschaft das Finale des Challenge Cup das trotz 2:0-Führung gegen den FC Dundee verloren wurde. Nach Ablauf des Vertrages wechselte Rooney ein zweites Mal nach England, diesmal zum Zweitligisten Birmingham City. Dadurch, dass die Blues in der letzten Saison den englischen Ligapokal gewonnen hatten, spielte Rooney im ersten Jahr der Vereinszugehörigkeit im Europapokal. Neben 18 Ligaspielen, in denen er vier Tore erzielt hatte, traf er in der Europa League in fünf Partien einmal. In der Saison 2012/13 spielte über die gesamte Zeit auf Leihbasis bei Swindon Town. Nach Beendigung des Arbeitsverhältnisses in Birmingham spielte der Angreifer ein halbes Jahr lang bei Oldham Athletic, bevor er im Januar 2014 einen Zweijahresvertrag beim schottischen Erstligisten FC Aberdeen unterschrieb. Mit den Dons gewann er gleich den Scottish League Cup 2013/14 im Finale gegen seinen alten Verein aus Inverness. Im entscheidenden Elfmeterschießen netzte er den 4:2-Siegtreffer. Im Dezember 2014 verlängerte Rooney seinen Vertrag vorzeitig bis zum Jahr 2018. Danach wechselte er zu Salford City in die englische National League. Nach Erfüllung des Vertrages ging er zum englischen Fünftligisten Salford City, mit dem er den Aufstieg in die EFL League Two feiern konnte sowie den Gewinn der Football League Trophy. 2020 ging er wieder eine Liga tiefer zu den Solihull Moors.

## Erfolge
mit Inverness Caledonian Thistle:
- Scottish First Division: 2009/10
- Torschützenkönig: Scottish First Division 2009/10

mit dem FC Aberdeen:
- Scottish League Cup: 2013/14
- Torschützenkönig: Scottish Premiership 2014/15